# مارسيا باريت
مارسيا باريت (بالإنجليزية: Marcia Barrett)‏ هي مغنية جامايكية، ولدت في 14 أكتوبر 1948 في أبرشية سانت كاترين في جامايكا.

## وصلات خارجية
- الموقع الرسمي
- مارسيا باريت على موقع IMDb (الإنجليزية)
- مارسيا باريت على موقع ميوزك برينز (الإنجليزية)
- مارسيا باريت على موقع ديسكوغز (الإنجليزية)
- مارسيا باريت على موقع قاعدة بيانات الفيلم (الإنجليزية)